# Elezioni presidenziali negli Stati Uniti d'America
Le elezioni presidenziali degli Stati Uniti d'America sono una delle elezioni degli Stati Uniti d'America, con la quale vengono eletti il presidente e il vicepresidente di tale repubblica federale, per un mandato di quattro anni che inizia il 20 gennaio (detto pertanto Inauguration Day) dell'anno successivo a quello delle elezioni, procedura che coinvolge il Collegio elettorale degli Stati Uniti d'America.
Le elezioni si svolgono ogni quattro anni nel cosiddetto "Giorno dell'Elezione" (Election Day), che dal 1845 cade il martedì successivo al primo lunedì di novembre, questo per evitare che il giorno delle elezioni cada il 1º novembre, che è un giorno festivo.
Concretamente, l'elezione viene effettuata con un metodo indiretto: i cittadini scelgono, con metodi stabiliti dai singoli stati federali, gli elettori (detti "grandi elettori") che formano il Collegio elettorale degli Stati Uniti d'America (United States Electoral College). Gli elettori possono assegnare il proprio voto a chiunque, tuttavia, salvo rare eccezioni, votano i candidati in nome dei quali sono stati eletti ciascuno nel proprio stato e le loro preferenze vengono confermate dal Congresso agli inizi di gennaio.
L'ultima elezione si è svolta il 5 novembre 2024 e l'attuale presidente è Donald Trump (già presidente dal 2017 al 2021).

## Svolgimento delle elezioni
Le modalità di elezione del presidente sono fissate dalla Sezione I dell'Articolo 2 della Costituzione degli Stati Uniti d'America, modificato secondo gli Emendamenti XII, XXII e XXIII. Presidente e vicepresidente appartengono alla medesima lista e vengono eletti dal Collegio Elettorale statunitense, i cui membri a loro volta sono eletti direttamente da ciascuno Stato dell'Unione. Il mandato del presidente e quello del vicepresidente durano quattro anni.
Come detto, le elezioni si svolgono ogni quattro anni, il martedì che segue il primo lunedì di novembre (anche se in molti Stati le elezioni si aprono con un anticipo di diverse settimane per permettere il voto anche agli assenti). Le procedure di voto sono gestite da consigli elettorali locali, col compito di garantire lo svolgimento equo ed imparziale della votazione ed impedire brogli e manomissioni dei risultati.

### Candidatura
L'elezione avviene in due fasi: una prima, non prevista esplicitamente dalla Costituzione, in cui la popolazione partecipa attivamente alla designazione dei candidati dei due principali partiti e una seconda che invece è costituzionalmente regolata. La prima fase, o fase delle "elezioni primarie", consiste nella elezione dei candidati alle cariche di Presidente e di Vice Presidente e avviene nelle Convenzioni Nazionali dei due maggiori partiti, quello democratico e quello repubblicano. Può avvenire o attraverso elezioni primarie chiuse, o attraverso elezioni primarie aperte: in ogni caso sono così individuati i due maggiori candidati. La modalità di svolgimento delle elezioni primarie è diversa da partito a partito e ha anche alcune variazioni da Stato a Stato dell'Unione; il candidato alla presidenza può anche non passare attraverso le elezioni primarie (in genere viene ricandidato il presidente uscente se è al primo mandato, o il vicepresidente uscente). Il giorno in cui la maggior parte degli Stati dell'Unione è chiamata a votare per le primarie è anche detto "Supermartedì" (Super Tuesday). La seconda fase prevede innanzitutto l'elezione dei cosiddetti "Elettori Presidenziali" all'interno di ogni singolo Stato e in numero pari ai senatori e ai deputati attribuiti a quel medesimo Stato. Sono costoro coloro che voteranno a scrutinio segreto Vice Presidente e Presidente, e quest'ultimo, a seguito dello spoglio effettuato dal Presidente del Senato, verrà proclamato Presidente degli Stati Uniti d'America.

## Ballottaggio
Tutti i cittadini con diritto di voto sono chiamati alle urne per scegliere il candidato che preferiscono. Il ballottaggio presidenziale di fatto è un voto per eleggere "gli elettori di un candidato", ovvero il cittadino votante non elegge direttamente il candidato come presidente, bensì determina il Collegio Elettorale che a sua volta eleggerà il Presidente.
In numerose occasioni, il ballottaggio consente all'elettore o di votare globalmente la lista di un particolare partito politico, oppure di definire le sue preferenze per i singoli candidati. L'elenco dei candidati per le liste elettorali è stabilito attraverso un processo legale di selezione chiamato "accesso al ballottaggio". Solitamente, le liste per il ballottaggio presidenziale si costituiscono attraverso una procedura di pre-selezione su cui influiscono sia il peso numerico del partito politico dei singoli candidati, sia i risultati delle principali convenzioni per la loro nomina. In questo modo, la lista per le elezioni presidenziali non conterrà i nomi di tutti i concorrenti all'elezione, ma solamente quelli dei candidati che abbiano ottenuto una solida nomina da parte del loro partito durante le convenzioni elettorali o il cui partito sia numericamente abbastanza forte da garantirne per legge l'inserimento nella lista. La legge elettorale prevede la possibilità per altri candidati — al di fuori dei due partiti principali — di formare una propria lista raccogliendo un numero sufficiente di firme a loro sostegno. Tuttavia, nel corso dell'intera storia degli Stati Uniti, non si è mai dato il caso che un candidato presidenziale indipendente sia riuscito ad assicurarsi un posto sulla lista elettorale presidenziale secondo questa procedura.
Un ultimo sistema per potersi presentare alle elezioni presidenziali consiste nel fare iscrivere il proprio nome nella lista al momento del voto elettorale. Questa opzione può venire utilizzata dai votanti per esprimere il proprio dissenso verso i candidati ufficiali; in ogni caso, nessun candidato di tale fattispecie (indicato come write-in) ha mai vinto un'elezione presidenziale negli Stati Uniti.

## Lo scenario 1824
Il cosiddetto "scenario 1824", che prende il nome dalle elezioni presidenziali del 1824, si presenta qualora nessuno dei candidati ottenga un numero di voti elettorali (grandi elettori) sufficiente per vincere le elezioni, che dal 2017 è di almeno 270. Questo può accadere in due modi: o nel caso in cui più di due candidati ottengano voti elettorali e nessuno raggiunga il 50%, o nel caso in cui i due candidati principali conseguano ciascuno esattamente la metà del plenum dei voti elettorali, che è attualmente 538. Se i concorrenti ottengono 269 voti ciascuno, significa che nessuno dei due ha raggiunto il "numero magico"; pertanto occorre procedere in un altro modo. Se nessun candidato raggiunge la maggioranza dei voti elettorali, presidente e vicepresidente vengono scelti in base ai dettami del XII emendamento. Il presidente è scelto dalla Camera dei Rappresentanti fra i tre candidati che hanno ricevuto più voti, ma in questa votazione si vota per Stati: i rappresentanti di uno stesso Stato dispongono, collettivamente, di un solo voto. Un secondo ballottaggio per la scelta del vicepresidente si tiene al Senato, con un voto per ogni senatore.
Nelle elezioni del 1824 ben quattro candidati ricevettero voti nel collegio elettorale: Andrew Jackson ricevette la maggioranza relativa dei voti elettorali espressi, ma non quella assoluta, e la Camera dei Rappresentanti scelse il suo sfidante John Quincy Adams in un ballottaggio a tre con anche William Harris Crawford. Il 1824 rappresenta l'unico esempio di applicazione del XII emendamento per le elezioni presidenziali. In tutte le altre elezioni presidenziali, vi è sempre stato un candidato che ha raggiunto la maggioranza assoluta dei voti elettorali espressi.

## Tendenze elettorali
Negli ultimi decenni, uno dei candidati presidenziali nominati dai partiti democratico e repubblicano è quasi sempre stato un presidente in carica oppure un precedente o attuale vicepresidente. Di fatto, le elezioni del 2008 sono state una competizione aperta: per la prima volta dal 1952 e per la seconda volta soltanto dal 1928, né un vicepresidente né il presidente in carica sono stati i candidati nominati da uno dei due partiti principali.

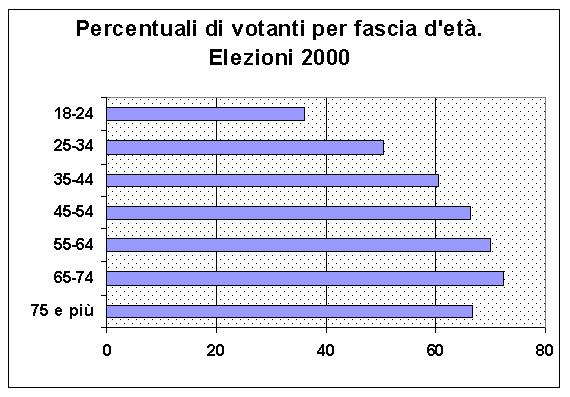
Votanti per fascia di età alle elezioni del 2000

Negli anni in cui i candidati nominati dai tre partiti principali non rientravano nelle file dei presidenti o vicepresidenti, la scelta è ricaduta su governatori o membri del Senato. Questo almeno fino al 2016, quando venne designato come candidato ufficiale del Repubblicano Donald Trump, che non aveva mai ricoperto alcun incarico politico in precedenza. Prima di lui, l'ultimo candidato dei partiti a non avere ricoperto tale incarico fu il generale Dwight D. Eisenhower, che vinse la nomina per il Repubblicano e divenne presidente nel 1953.
Tra gli ultimi otto presidenti (Jimmy Carter, Ronald Reagan, George H. W. Bush, Bill Clinton, George W. Bush, Barack Obama, Donald Trump e Joe Biden) la metà erano stati governatori almeno una volta. Bush sr., Obama, Trump e Biden non erano mai stati governatori. Geograficamente, tutti questi presidenti provenivano o da uno Stato molto grande (California, Texas), o da uno Stato a sud della linea Mason-Dixon e a est del Texas.
Prima della vittoria di Barack Obama nel 2008, l'ultimo senatore in carica a essere eletto presidente degli Stati Uniti era stato John Fitzgerald Kennedy, del Massachusetts, nel 1960. Oltre a Obama e Kennedy, l'unico altro senatore in carica in grado di vincere un'elezione presidenziale è stato Warren G. Harding nel 1920, mentre i candidati del partito di maggioranza, senatori Andrew Jackson (1824), Lewis Cass (1848), Stephen A. Douglas (1860), Barry Goldwater (1964), George McGovern (1972), Walter Mondale (1984) e Bob Dole (1996) persero tutti quanti la competizione elettorale.

## Elezioni

### 1788-1796
| 1ᵉ Elezioni presidenziali del 1788-1789 | 1ᵉ Elezioni presidenziali del 1788-1789 | 1ᵉ Elezioni presidenziali del 1788-1789 | 1ᵉ Elezioni presidenziali del 1788-1789 | 1ᵉ Elezioni presidenziali del 1788-1789 |
| Partito                                 | Candidato presidente                    | Voti                                    | Grandi elettori                         |                                         |
| --------------------------------------- | --------------------------------------- | --------------------------------------- | --------------------------------------- | --------------------------------------- |
| Indipendente                            | George Washington                       | 43 782 (100,0%)                         | 138 (50,0%)                             |                                         |
| Federalista                             | John Adams                              | –                                       | 34 (24,6%)                              |                                         |
| Altri                                   | Altri                                   | –                                       | 35 (25,4%)                              |                                         |

| 2ᵉ Elezioni presidenziali del 1792 | 2ᵉ Elezioni presidenziali del 1792     | 2ᵉ Elezioni presidenziali del 1792 | 2ᵉ Elezioni presidenziali del 1792 | 2ᵉ Elezioni presidenziali del 1792 |
| Partito                            | Candidato presidente                   | Voti                               | Grandi elettori                    |                                    |
| ---------------------------------- | -------------------------------------- | ---------------------------------- | ---------------------------------- | ---------------------------------- |
| Indipendente                       | George Washington (Presidente uscente) | 28 579 (100,0%)                    | 132 (50,0%)                        |                                    |
| Federalista                        | John Adams                             | –                                  | 77 (29,2%)                         |                                    |
| Altri                              | Altri                                  | –                                  | 55 (20,8%)                         |                                    |

| 3ᵉ Elezioni presidenziali del 1796 | 3ᵉ Elezioni presidenziali del 1796 | 3ᵉ Elezioni presidenziali del 1796 | 3ᵉ Elezioni presidenziali del 1796 | 3ᵉ Elezioni presidenziali del 1796 |
| Partito                            | Candidato presidente               | Voti                               | Grandi elettori                    |                                    |
| ---------------------------------- | ---------------------------------- | ---------------------------------- | ---------------------------------- | ---------------------------------- |
| Federalista                        | John Adams                         | 35 726 (53,4%)                     | 71 (25,7%)                         |                                    |
| Democratico-Repubblicano           | Thomas Jefferson                   | 31 115 (46,6%)                     | 68 (24,6%)                         |                                    |
| Altri                              | Altri                              | –                                  | 137 (49,6%)                        |                                    |

### 1800-1896
| 4ᵉ Elezioni presidenziali del 1800 | 4ᵉ Elezioni presidenziali del 1800                     | 4ᵉ Elezioni presidenziali del 1800 | 4ᵉ Elezioni presidenziali del 1800 | 4ᵉ Elezioni presidenziali del 1800 |
| Partito                            | Candidato presidente                                   | Voti (%)                           | Grandi elettori (%)                |                                    |
| ---------------------------------- | ------------------------------------------------------ | ---------------------------------- | ---------------------------------- | ---------------------------------- |
| Democratico-Repubblicano           | Thomas Jefferson                                       | 41 330 (61,4%)                     | 73 (26,4%)                         |                                    |
| Democratico-Repubblicano           | Aaron Burr (candidato vicepresidente)                  | –                                  | 73 (26,4%)                         |                                    |
| Federalista                        | John Adams (Presidente uscente)                        | 25 952 (38,6%)                     | 65 (24,6%)                         |                                    |
| Federalista                        | Charles Cotesworth Pinckney (candidato vicepresidente) | –                                  | 64 (23,2%)                         |                                    |
| Federalista                        | John Jay                                               | –                                  | 1 (0,4%)                           |                                    |

| 5ᵉ Elezioni presidenziali del 1804 | 5ᵉ Elezioni presidenziali del 1804    | 5ᵉ Elezioni presidenziali del 1804 | 5ᵉ Elezioni presidenziali del 1804 | 5ᵉ Elezioni presidenziali del 1804 |
| Partito                            | Candidato presidente                  | Voti (%)                           | Grandi elettori (%)                |                                    |
| ---------------------------------- | ------------------------------------- | ---------------------------------- | ---------------------------------- | ---------------------------------- |
| Democratico-Repubblicano           | Thomas Jefferson (Presidente uscente) | 104 110 (72,8%)                    | 162 (92,0%)                        |                                    |
| Federalista                        | Charles Cotesworth Pinckney           | 38 919 (27,2%)                     | 14 (8,0%)                          |                                    |

| 6ᵉ Elezioni presidenziali del 1808 | 6ᵉ Elezioni presidenziali del 1808 | 6ᵉ Elezioni presidenziali del 1808 | 6ᵉ Elezioni presidenziali del 1808 | 6ᵉ Elezioni presidenziali del 1808 |
| Partito                            | Candidato presidente               | Voti (%)                           | Grandi elettori (%)                |                                    |
| ---------------------------------- | ---------------------------------- | ---------------------------------- | ---------------------------------- | ---------------------------------- |
| Democratico-Repubblicano           | James Madison                      | 124 732 (64,7%)                    | 122 (69,7%)                        |                                    |
| Federalista                        | Charles Cotesworth Pinckney        | 62 431 (32,4%)                     | 47 (26,9%)                         |                                    |
| Democratico-Repubblicano           | George Clinton                     | -                                  | 6 (3,4%)                           |                                    |

| 7ᵉ Elezioni presidenziali del 1812   | 7ᵉ Elezioni presidenziali del 1812 | 7ᵉ Elezioni presidenziali del 1812 | 7ᵉ Elezioni presidenziali del 1812 | 7ᵉ Elezioni presidenziali del 1812 |
| Partito                              | Candidato presidente               | Voti (%)                           | Grandi elettori (%)                |                                    |
| ------------------------------------ | ---------------------------------- | ---------------------------------- | ---------------------------------- | ---------------------------------- |
| Democratico-Repubblicano             | James Madison (Presidente uscente) | 140 431 (50,4%)                    | 128 (59,0%)                        |                                    |
| Democratico-Repubblicano/Federalista | DeWitt Clinton                     | 132 781 (47,6%)                    | 89 (41,0%)                         |                                    |

| 8ᵉ Elezioni presidenziali del 1816 | 8ᵉ Elezioni presidenziali del 1816 | 8ᵉ Elezioni presidenziali del 1816 | 8ᵉ Elezioni presidenziali del 1816 | 8ᵉ Elezioni presidenziali del 1816 |
| Partito                            | Candidato presidente               | Voti (%)                           | Grandi elettori (%)                |                                    |
| ---------------------------------- | ---------------------------------- | ---------------------------------- | ---------------------------------- | ---------------------------------- |
| Democratico-Repubblicano           | James Monroe                       | 76 592 (68,2%)                     | 183 (84,3%)                        |                                    |
| Federalista                        | Rufus King                         | 34 740 (30,9%)                     | 34 (15,7%)                         |                                    |

| 9ᵉ Elezioni presidenziali del 1820 | 9ᵉ Elezioni presidenziali del 1820 | 9ᵉ Elezioni presidenziali del 1820 | 9ᵉ Elezioni presidenziali del 1820 | 9ᵉ Elezioni presidenziali del 1820 |
| Partito                            | Candidato presidente               | Voti (%)                           | Grandi elettori (%)                |                                    |
| ---------------------------------- | ---------------------------------- | ---------------------------------- | ---------------------------------- | ---------------------------------- |
| Democratico-Repubblicano           | James Monroe (Presidente uscente)  | 87 343 (80,6%)                     | 228/231 (99,6%)                    |                                    |
| Democratico-Repubblicano           | John Quincy Adams                  | –                                  | 1 (0,4%)                           |                                    |

| 10ᵉ Elezioni presidenziali del 1824 | 10ᵉ Elezioni presidenziali del 1824 | 10ᵉ Elezioni presidenziali del 1824 | 10ᵉ Elezioni presidenziali del 1824 | 10ᵉ Elezioni presidenziali del 1824 |
| Partito                             | Candidato presidente                | Voti (%)                            | Grandi elettori (%)                 |                                     |
| ----------------------------------- | ----------------------------------- | ----------------------------------- | ----------------------------------- | ----------------------------------- |
| Democratico-Repubblicano            | John Quincy Adams                   | 113 122 (30,9%)                     | 84 (32,1%)                          |                                     |
| Democratico-Repubblicano            | Andrew Jackson                      | 151 271 (41,4%)                     | 99 (37,8%)                          |                                     |
| Democratico-Repubblicano            | William Harris Crawford             | 40 856 (11,2%)                      | 39 (14,9%)                          |                                     |
| Democratico-Repubblicano            | Henry Clay                          | 47 531 (13,0%)                      | 37 (14,1%)                          |                                     |

| 11ᵉ Elezioni presidenziali del 1828 | 11ᵉ Elezioni presidenziali del 1828    | 11ᵉ Elezioni presidenziali del 1828 | 11ᵉ Elezioni presidenziali del 1828 | 11ᵉ Elezioni presidenziali del 1828 |
| Partito                             | Candidato presidente                   | Voti (%)                            | Grandi elettori (%)                 |                                     |
| ----------------------------------- | -------------------------------------- | ----------------------------------- | ----------------------------------- | ----------------------------------- |
| Democratico                         | Andrew Jackson                         | 642 553 (56,4%)                     | 178 (68,2%)                         |                                     |
| Repubblicano Nazionale              | John Quincy Adams (Presidente uscente) | 500 897 (43,6%)                     | 83 (31,8%)                          |                                     |

| 12ᵉ Elezioni presidenziali del 1832 | 12ᵉ Elezioni presidenziali del 1832 | 12ᵉ Elezioni presidenziali del 1832 | 12ᵉ Elezioni presidenziali del 1832 | 12ᵉ Elezioni presidenziali del 1832 |
| Partito                             | Candidato presidente                | Voti (%)                            | Grandi elettori (%)                 |                                     |
| ----------------------------------- | ----------------------------------- | ----------------------------------- | ----------------------------------- | ----------------------------------- |
| Democratico                         | Andrew Jackson (Presidente uscente) | 701 780 (54,2%)                     | 219 (76,6%)                         |                                     |
| Repubblicano Nazionale              | Henry Clay                          | 484 205 (37,4%)                     | 49 (17,1%)                          |                                     |
| Nullificatore                       | John Floyd                          | -                                   | 11 (3,8%)                           |                                     |
| Anti-Massonico                      | William Wirt                        | 100 715 (7,8%)                      | 7 (2,4%)                            |                                     |

| 13ᵉ Elezioni presidenziali del 1836) | 13ᵉ Elezioni presidenziali del 1836) | 13ᵉ Elezioni presidenziali del 1836) | 13ᵉ Elezioni presidenziali del 1836) | 13ᵉ Elezioni presidenziali del 1836) |
| Partito                              | Candidato presidente                 | Voti (%)                             | Grandi elettori (%)                  |                                      |
| ------------------------------------ | ------------------------------------ | ------------------------------------ | ------------------------------------ | ------------------------------------ |
| Democratico                          | Martin Van Buren                     | 764 176 (50,8%)                      | 170 (57,8%)                          |                                      |
| Whig                                 | William Henry Harrison               | 550 816 (36,6%)                      | 73 (24,8%)                           |                                      |
| Whig                                 | Hugh Lawson White                    | 146 107 (9,7%)                       | 26 (8,8%)                            |                                      |
| Whig                                 | Daniel Webster                       | 41 201 (2,7%)                        | 14 (4,8%)                            |                                      |
| Whig                                 | Willie Person Mangum                 | -                                    | 11 (3,7%)                            |                                      |

| 14ᵉ Elezioni presidenziali del 1840 | 14ᵉ Elezioni presidenziali del 1840   | 14ᵉ Elezioni presidenziali del 1840 | 14ᵉ Elezioni presidenziali del 1840 | 14ᵉ Elezioni presidenziali del 1840 |
| Partito                             | Candidato presidente                  | Voti (%)                            | Grandi elettori (%)                 |                                     |
| ----------------------------------- | ------------------------------------- | ----------------------------------- | ----------------------------------- | ----------------------------------- |
| Whig                                | William Henry Harrison                | 1 275 390 (52,9%)                   | 234 (79,6%)                         |                                     |
| Democratico                         | Martin Van Buren (Presidente uscente) | 1 128 854 (46,8%)                   | 60 (20,4%)                          |                                     |

| 15ᵉ Elezioni presidenziali del 1844 | 15ᵉ Elezioni presidenziali del 1844 | 15ᵉ Elezioni presidenziali del 1844 | 15ᵉ Elezioni presidenziali del 1844 | 15ᵉ Elezioni presidenziali del 1844 |
| Partito                             | Candidato presidente                | Voti (%)                            | Grandi elettori (%)                 |                                     |
| ----------------------------------- | ----------------------------------- | ----------------------------------- | ----------------------------------- | ----------------------------------- |
| Democratico                         | James Knox Polk                     | 1 339 494 (49,5%)                   | 170 (61,8%)                         |                                     |
| Whig                                | Henry Clay                          | 1 300 004 (48,1%)                   | 105 (38,2%)                         |                                     |

| 16ᵉ Elezioni presidenziali del 1848 | 16ᵉ Elezioni presidenziali del 1848 | 16ᵉ Elezioni presidenziali del 1848 | 16ᵉ Elezioni presidenziali del 1848 | 16ᵉ Elezioni presidenziali del 1848 |
| Partito                             | Candidato presidente                | Voti (%)                            | Grandi elettori (%)                 |                                     |
| ----------------------------------- | ----------------------------------- | ----------------------------------- | ----------------------------------- | ----------------------------------- |
| Whig                                | Zachary Taylor                      | 1 361 393 (47,3%)                   | 163 (56,2%)                         |                                     |
| Democratico                         | Lewis Cass                          | 1 223 460 (42,5%)                   | 127 (43,8%)                         |                                     |
| Partito del Suolo Libero            | Martin Van Buren                    | 291 501 (10,1%)                     | 0 (0,0%)                            |                                     |

| 17ᵉ Elezioni presidenziali del 1852 | 17ᵉ Elezioni presidenziali del 1852 | 17ᵉ Elezioni presidenziali del 1852 | 17ᵉ Elezioni presidenziali del 1852 | 17ᵉ Elezioni presidenziali del 1852 |
| Partito                             | Candidato presidente                | Voti (%)                            | Grandi elettori (%)                 |                                     |
| ----------------------------------- | ----------------------------------- | ----------------------------------- | ----------------------------------- | ----------------------------------- |
| Democratico                         | Franklin Pierce                     | 1 607 510 (50,8%)                   | 254 (85,8%)                         |                                     |
| Whig                                | Winfield Scott                      | 1 386 942 (43,9%)                   | 42 (14,2%)                          |                                     |

| 18ᵉ Elezioni presidenziali del 1856 | 18ᵉ Elezioni presidenziali del 1856 | 18ᵉ Elezioni presidenziali del 1856 | 18ᵉ Elezioni presidenziali del 1856 | 18ᵉ Elezioni presidenziali del 1856 |
| Partito                             | Candidato presidente                | Voti (%)                            | Grandi elettori (%)                 |                                     |
| ----------------------------------- | ----------------------------------- | ----------------------------------- | ----------------------------------- | ----------------------------------- |
| Democratico                         | James Buchanan                      | 1 836 072 (45,3%)                   | 174 (58,8%)                         |                                     |
| Repubblicano                        | John Charles Frémont                | 1 342 345 (33,1%)                   | 114 (38,5%)                         |                                     |
| Nativo Americano                    | Millard Fillmore                    | 873 053 (21,5%)                     | 8 (2,7%)                            |                                     |

| 19ᵉ Elezioni presidenziali del 1860 | 19ᵉ Elezioni presidenziali del 1860 | 19ᵉ Elezioni presidenziali del 1860 | 19ᵉ Elezioni presidenziali del 1860 | 19ᵉ Elezioni presidenziali del 1860 |
| Partito                             | Candidato presidente                | Voti (%)                            | Grandi elettori (%)                 |                                     |
| ----------------------------------- | ----------------------------------- | ----------------------------------- | ----------------------------------- | ----------------------------------- |
| Repubblicano                        | Abraham Lincoln                     | 1 865 908 (39,8%)                   | 180 (59,4%)                         |                                     |
| Democratico Sudista                 | John C. Breckinridge                | 848 019 (18,1%)                     | 72 (23,8%)                          |                                     |
| Partito dell'Unione Costituzionale  | John Bell                           | 590 901 (12,6%)                     | 39 (12,9%)                          |                                     |
| Democratico                         | Stephen A. Douglas                  | 1 380 202 (29,5%)                   | 12 (4,0%)                           |                                     |

| 20ᵉ Elezioni presidenziali del 1864 | 20ᵉ Elezioni presidenziali del 1864  | 20ᵉ Elezioni presidenziali del 1864 | 20ᵉ Elezioni presidenziali del 1864 | 20ᵉ Elezioni presidenziali del 1864 |
| Partito                             | Candidato presidente                 | Voti (%)                            | Grandi elettori (%)                 |                                     |
| ----------------------------------- | ------------------------------------ | ----------------------------------- | ----------------------------------- | ----------------------------------- |
| Repubblicano                        | Abraham Lincoln (Presidente uscente) | 2 218 388 (55,0%)                   | 212+17 invalidati (90,6%)           |                                     |
| Democratico                         | George B. McClellan                  | 1 812 807 (45,0%)                   | 21 (9,0%)                           |                                     |

| 21ᵉ Elezioni presidenziali del 1868 | 21ᵉ Elezioni presidenziali del 1868 | 21ᵉ Elezioni presidenziali del 1868 | 21ᵉ Elezioni presidenziali del 1868 | 21ᵉ Elezioni presidenziali del 1868 |
| Partito                             | Candidato presidente                | Voti (%)                            | Grandi elettori (%)                 |                                     |
| ----------------------------------- | ----------------------------------- | ----------------------------------- | ----------------------------------- | ----------------------------------- |
| Repubblicano                        | Ulysses S. Grant                    | 3 013 421 (52,7%)                   | 214 (72,8%)                         |                                     |
| Democratico                         | Horatio Seymour                     | 2 706 829 (47,3%)                   | 80 (27,2%)                          |                                     |

| 22ᵉ Elezioni presidenziali del 1872 | 22ᵉ Elezioni presidenziali del 1872   | 22ᵉ Elezioni presidenziali del 1872 | 22ᵉ Elezioni presidenziali del 1872 | 22ᵉ Elezioni presidenziali del 1872 |
| Partito                             | Candidato presidente                  | Voti (%)                            | Grandi elettori (%)                 |                                     |
| ----------------------------------- | ------------------------------------- | ----------------------------------- | ----------------------------------- | ----------------------------------- |
| Repubblicano                        | Ulysses S. Grant (Presidente uscente) | 3 598 235 (55,6%)                   | 286+14 invalidati (81,2%)           |                                     |
| Liberale-Repubblicano/Democratico   | Horace Greeley                        | 2 834 761 (43,8%)                   | 3 invalidati (0,9%)                 |                                     |
| Altri                               | Altri                                 | 34 762 (0,6%)                       | 63 (17,9%)                          |                                     |

| 23ᵉ Elezioni presidenziali del 1876 | 23ᵉ Elezioni presidenziali del 1876 | 23ᵉ Elezioni presidenziali del 1876 | 23ᵉ Elezioni presidenziali del 1876 | 23ᵉ Elezioni presidenziali del 1876 |
| Partito                             | Candidato presidente                | Voti (%)                            | Grandi elettori (%)                 |                                     |
| ----------------------------------- | ----------------------------------- | ----------------------------------- | ----------------------------------- | ----------------------------------- |
| Repubblicano                        | Rutherford B. Hayes                 | 4 034 311 (47,9%)                   | 185 (50,1%)                         |                                     |
| Democratico                         | Samuel J. Tilden                    | 4 288 546 (50,9%)                   | 184 (49,9%)                         |                                     |

| 24ᵉ Elezioni presidenziali del 1880 | 24ᵉ Elezioni presidenziali del 1880 | 24ᵉ Elezioni presidenziali del 1880 | 24ᵉ Elezioni presidenziali del 1880 | 24ᵉ Elezioni presidenziali del 1880 |
| Partito                             | Candidato presidente                | Voti (%)                            | Grandi elettori (%)                 |                                     |
| ----------------------------------- | ----------------------------------- | ----------------------------------- | ----------------------------------- | ----------------------------------- |
| Repubblicano                        | James A. Garfield                   | 4 446 158 (48,3%)                   | 214 (58,0%)                         |                                     |
| Democratico                         | Winfield Scott Hancock              | 4 444 260 (48,2%)                   | 155 (42,0%)                         |                                     |

| 25ᵉ Elezioni presidenziali del 1884 | 25ᵉ Elezioni presidenziali del 1884 | 25ᵉ Elezioni presidenziali del 1884 | 25ᵉ Elezioni presidenziali del 1884 | 25ᵉ Elezioni presidenziali del 1884 |
| Partito                             | Candidato presidente                | Voti (%)                            | Grandi elettori (%)                 |                                     |
| ----------------------------------- | ----------------------------------- | ----------------------------------- | ----------------------------------- | ----------------------------------- |
| Democratico                         | Grover Cleveland                    | 4 914 482 (48,9%)                   | 219 (54,6%)                         |                                     |
| Repubblicano                        | James Blaine                        | 4 856 905 (48,3%)                   | 182 (45,4%)                         |                                     |

| 26ᵉ Elezioni presidenziali del 1888 | 26ᵉ Elezioni presidenziali del 1888   | 26ᵉ Elezioni presidenziali del 1888 | 26ᵉ Elezioni presidenziali del 1888 | 26ᵉ Elezioni presidenziali del 1888 |
| Partito                             | Candidato presidente                  | Voti (%)                            | Grandi elettori (%)                 |                                     |
| ----------------------------------- | ------------------------------------- | ----------------------------------- | ----------------------------------- | ----------------------------------- |
| Repubblicano                        | Benjamin Harrison                     | 5 443 892 (47,8%)                   | 233 (58,1%)                         |                                     |
| Democratico                         | Grover Cleveland (Presidente uscente) | 5 534 488 (48,6%)                   | 168 (41,9%)                         |                                     |

| 27ᵉ Elezioni presidenziali del 1892 | 27ᵉ Elezioni presidenziali del 1892    | 27ᵉ Elezioni presidenziali del 1892 | 27ᵉ Elezioni presidenziali del 1892 | 27ᵉ Elezioni presidenziali del 1892 |
| Partito                             | Candidato presidente                   | Voti (%)                            | Grandi elettori (%)                 |                                     |
| ----------------------------------- | -------------------------------------- | ----------------------------------- | ----------------------------------- | ----------------------------------- |
| Democratico                         | Grover Cleveland (2º mandato)          | 5 556 918 (46,0%)                   | 277 (62,4%)                         |                                     |
| Repubblicano                        | Benjamin Harrison (Presidente uscente) | 5 176 108 (32,7%)                   | 145 (43,0%)                         |                                     |
| Partito del Popolo                  | James Weaver                           | 1 041 028 (8,5%)                    | 22 (5,0%)                           |                                     |

| 28ᵉ Elezioni presidenziali del 1896 | 28ᵉ Elezioni presidenziali del 1896 | 28ᵉ Elezioni presidenziali del 1896 | 28ᵉ Elezioni presidenziali del 1896 | 28ᵉ Elezioni presidenziali del 1896 |
| Partito                             | Candidato presidente                | Voti (%)                            | Grandi elettori (%)                 |                                     |
| ----------------------------------- | ----------------------------------- | ----------------------------------- | ----------------------------------- | ----------------------------------- |
| Repubblicano                        | William McKinley                    | 7 112 138 (51,0%)                   | 271 (60,6%)                         |                                     |
| Democratico                         | William Jennings Bryan              | 6 510 807 (46,7%)                   | 176 (39,4%)                         |                                     |

### 1900-1996
| 29ᵉ Elezioni presidenziali del 1900 | 29ᵉ Elezioni presidenziali del 1900   | 29ᵉ Elezioni presidenziali del 1900 | 29ᵉ Elezioni presidenziali del 1900 | 29ᵉ Elezioni presidenziali del 1900 |
| Partito                             | Candidato presidente                  | Voti (%)                            | Grandi elettori (%)                 |                                     |
| ----------------------------------- | ------------------------------------- | ----------------------------------- | ----------------------------------- | ----------------------------------- |
| Repubblicano                        | William McKinley (Presidente uscente) | 7 228 864 (51,6%)                   | 292 (65,3%)                         |                                     |
| Democratico                         | William Jennings Bryan                | 6 370 932 (45,5%)                   | 155 (34,7%)                         |                                     |

| 30ᵉ Elezioni presidenziali del 1904 | 30ᵉ Elezioni presidenziali del 1904     | 30ᵉ Elezioni presidenziali del 1904 | 30ᵉ Elezioni presidenziali del 1904 | 30ᵉ Elezioni presidenziali del 1904 |
| Partito                             | Candidato presidente                    | Voti (%)                            | Grandi elettori (%)                 |                                     |
| ----------------------------------- | --------------------------------------- | ----------------------------------- | ----------------------------------- | ----------------------------------- |
| Repubblicano                        | Theodore Roosevelt (Presidente uscente) | 7 630 457 (70,6%)                   | 336 (65,3%)                         |                                     |
| Democratico                         | Alton Brooks Parker                     | 5 083 880 (37,6%)                   | 140 (29,4%)                         |                                     |

| 31ᵉ Elezioni presidenziali del 1908 | 31ᵉ Elezioni presidenziali del 1908 | 31ᵉ Elezioni presidenziali del 1908 | 31ᵉ Elezioni presidenziali del 1908 | 31ᵉ Elezioni presidenziali del 1908 |
| Partito                             | Candidato presidente                | Voti (%)                            | Grandi elettori (%)                 |                                     |
| ----------------------------------- | ----------------------------------- | ----------------------------------- | ----------------------------------- | ----------------------------------- |
| Repubblicano                        | William Howard Taft                 | 7 678 395 (51,6%)                   | 321 (66,5%)                         |                                     |
| Democratico                         | William Jennings Bryan              | 6 408 984 (43,0%)                   | 162 (33,5%)                         |                                     |

| 32ᵉ Elezioni presidenziali del 1912 | 32ᵉ Elezioni presidenziali del 1912      | 32ᵉ Elezioni presidenziali del 1912 | 32ᵉ Elezioni presidenziali del 1912 | 32ᵉ Elezioni presidenziali del 1912 |
| Partito                             | Candidato presidente                     | Voti (%)                            | Grandi elettori (%)                 |                                     |
| ----------------------------------- | ---------------------------------------- | ----------------------------------- | ----------------------------------- | ----------------------------------- |
| Democratico                         | Woodrow Wilson                           | 6 296 284 (41,8%)                   | 435 (81,9%)                         |                                     |
| Progressista                        | Theodore Roosevelt                       | 4 122 721 (27,4%)                   | 88 (16,6%)                          |                                     |
| Repubblicano                        | William Howard Taft (Presidente uscente) | 3 486 242 (23,2%)                   | 8 (1,5%)                            |                                     |

| 33ᵉ Elezioni presidenziali del 1916 | 33ᵉ Elezioni presidenziali del 1916 | 33ᵉ Elezioni presidenziali del 1916 | 33ᵉ Elezioni presidenziali del 1916 | 33ᵉ Elezioni presidenziali del 1916 |
| Partito                             | Candidato presidente                | Voti (%)                            | Grandi elettori (%)                 |                                     |
| ----------------------------------- | ----------------------------------- | ----------------------------------- | ----------------------------------- | ----------------------------------- |
| Democratico                         | Woodrow Wilson (Presidente uscente) | 9 126 868 (49,2%)                   | 277 (52,2%)                         |                                     |
| Repubblicano                        | Charles Evans Hughes                | 8 548 728 (46,1%)                   | 254 (47,8%)                         |                                     |

| 34ᵉ Elezioni presidenziali del 1920 | 34ᵉ Elezioni presidenziali del 1920 | 34ᵉ Elezioni presidenziali del 1920 | 34ᵉ Elezioni presidenziali del 1920 | 34ᵉ Elezioni presidenziali del 1920 |
| Partito                             | Candidato presidente                | Voti (%)                            | Grandi elettori (%)                 |                                     |
| ----------------------------------- | ----------------------------------- | ----------------------------------- | ----------------------------------- | ----------------------------------- |
| Repubblicano                        | Warren G. Harding                   | 16 144 093 (60,3%)                  | 404 (76,1%)                         |                                     |
| Democratico                         | James M. Cox                        | 9 139 661 (34,1%)                   | 127 (23,9%)                         |                                     |

| 35ᵉ Elezioni presidenziali del 1924 | 35ᵉ Elezioni presidenziali del 1924  | 35ᵉ Elezioni presidenziali del 1924 | 35ᵉ Elezioni presidenziali del 1924 | 35ᵉ Elezioni presidenziali del 1924 |
| Partito                             | Candidato presidente                 | Voti (%)                            | Grandi elettori (%)                 |                                     |
| ----------------------------------- | ------------------------------------ | ----------------------------------- | ----------------------------------- | ----------------------------------- |
| Repubblicano                        | Calvin Coolidge (Presidente uscente) | 15 723 789 (54,0%)                  | 382 (71,9%)                         |                                     |
| Democratico                         | John W. Davis                        | 8 386 242 (28,8%)                   | 136 (25,6%)                         |                                     |
| Progressista                        | Robert M. La Follette                | 4 831 706 (16,6%)                   | 13 (2,5%)                           |                                     |

| 36ᵉ Elezioni presidenziali del 1928 | 36ᵉ Elezioni presidenziali del 1928 | 36ᵉ Elezioni presidenziali del 1928 | 36ᵉ Elezioni presidenziali del 1928 | 36ᵉ Elezioni presidenziali del 1928 |
| Partito                             | Candidato presidente                | Voti (%)                            | Grandi elettori (%)                 |                                     |
| ----------------------------------- | ----------------------------------- | ----------------------------------- | ----------------------------------- | ----------------------------------- |
| Repubblicano                        | Herbert Hoover                      | 21 427 123 (58,2%)                  | 444 (83,6%)                         |                                     |
| Democratico                         | Al Smith                            | 15 015 464 (40,8%)                  | 87 (16,4%)                          |                                     |

| 37ᵉ Elezioni presidenziali del 1932 | 37ᵉ Elezioni presidenziali del 1932 | 37ᵉ Elezioni presidenziali del 1932 | 37ᵉ Elezioni presidenziali del 1932 | 37ᵉ Elezioni presidenziali del 1932 |
| Partito                             | Candidato presidente                | Voti (%)                            | Grandi elettori (%)                 |                                     |
| ----------------------------------- | ----------------------------------- | ----------------------------------- | ----------------------------------- | ----------------------------------- |
| Democratico                         | Franklin Delano Roosevelt           | 22 821 277 (57,4%)                  | 472 (88,9%)                         |                                     |
| Repubblicano                        | Herbert Hoover (Presidente uscente) | 15 761 254 (39,7%)                  | 59 (11,1%)                          |                                     |

| 38ᵉ Elezioni presidenziali del 1936 | 38ᵉ Elezioni presidenziali del 1936            | 38ᵉ Elezioni presidenziali del 1936 | 38ᵉ Elezioni presidenziali del 1936 | 38ᵉ Elezioni presidenziali del 1936 |
| Partito                             | Candidato presidente                           | Voti (%)                            | Grandi elettori (%)                 |                                     |
| ----------------------------------- | ---------------------------------------------- | ----------------------------------- | ----------------------------------- | ----------------------------------- |
| Democratico                         | Franklin Delano Roosevelt (Presidente uscente) | 27 747 636 (60,8%)                  | 523 (98,5%)                         |                                     |
| Repubblicano                        | Alf Landon                                     | 16 679 543 (36,5%)                  | 8 (1,5%)                            |                                     |

| 39ᵉ Elezioni presidenziali del 1940 | 39ᵉ Elezioni presidenziali del 1940            | 39ᵉ Elezioni presidenziali del 1940 | 39ᵉ Elezioni presidenziali del 1940 | 39ᵉ Elezioni presidenziali del 1940 |
| Partito                             | Candidato presidente                           | Voti (%)                            | Grandi elettori (%)                 |                                     |
| ----------------------------------- | ---------------------------------------------- | ----------------------------------- | ----------------------------------- | ----------------------------------- |
| Democratico                         | Franklin Delano Roosevelt (Presidente uscente) | 27 313 945 (54,7%)                  | 449 (84,6%)                         |                                     |
| Repubblicano                        | Wendell Willkie                                | 22 347 744 (44,8%)                  | 82 (15,4%)                          |                                     |

| 40ᵉ Elezioni presidenziali del 1944 | 40ᵉ Elezioni presidenziali del 1944            | 40ᵉ Elezioni presidenziali del 1944 | 40ᵉ Elezioni presidenziali del 1944 | 40ᵉ Elezioni presidenziali del 1944 |
| Partito                             | Candidato presidente                           | Voti (%)                            | Grandi elettori (%)                 |                                     |
| ----------------------------------- | ---------------------------------------------- | ----------------------------------- | ----------------------------------- | ----------------------------------- |
| Democratico                         | Franklin Delano Roosevelt (Presidente uscente) | 25 612 916 (55,3%)                  | 432 (81,4%)                         |                                     |
| Repubblicano                        | Thomas E. Dewey                                | 22 017 929 (45,9%)                  | 99 (18,6%)                          |                                     |

| 41ᵉ Elezioni presidenziali del 1948 | 41ᵉ Elezioni presidenziali del 1948  | 41ᵉ Elezioni presidenziali del 1948 | 41ᵉ Elezioni presidenziali del 1948 | 41ᵉ Elezioni presidenziali del 1948 |
| Partito                             | Candidato presidente                 | Voti (%)                            | Grandi elettori (%)                 |                                     |
| ----------------------------------- | ------------------------------------ | ----------------------------------- | ----------------------------------- | ----------------------------------- |
| Democratico                         | Harry S. Truman (Presidente uscente) | 24 179 347 (49,6%)                  | 303 (57,1%)                         |                                     |
| Repubblicano                        | Thomas E. Dewey                      | 21 991 292 (45,1%)                  | 189 (35,6%)                         |                                     |
| Dixiecrat                           | Strom Thurmond                       | 1 175 930 (2,4%)                    | 39 (7,3%)                           |                                     |

| 42ᵉ Elezioni presidenziali del 1952 | 42ᵉ Elezioni presidenziali del 1952 | 42ᵉ Elezioni presidenziali del 1952 | 42ᵉ Elezioni presidenziali del 1952 | 42ᵉ Elezioni presidenziali del 1952 |
| Partito                             | Candidato presidente                | Voti (%)                            | Grandi elettori (%)                 |                                     |
| ----------------------------------- | ----------------------------------- | ----------------------------------- | ----------------------------------- | ----------------------------------- |
| Repubblicano                        | Dwight D. Eisenhower                | 34 075 529 (55,2%)                  | 442 (83,2%)                         |                                     |
| Democratico                         | Adlai Stevenson                     | 27 375 090 (44,3%)                  | 89 (16,8%)                          |                                     |

| 43ᵉ Elezioni presidenziali del 1956 | 43ᵉ Elezioni presidenziali del 1956       | 43ᵉ Elezioni presidenziali del 1956 | 43ᵉ Elezioni presidenziali del 1956 | 43ᵉ Elezioni presidenziali del 1956 |
| Partito                             | Candidato presidente                      | Voti (%)                            | Grandi elettori (%)                 |                                     |
| ----------------------------------- | ----------------------------------------- | ----------------------------------- | ----------------------------------- | ----------------------------------- |
| Repubblicano                        | Dwight D. Eisenhower (Presidente uscente) | 35 579 180 (57,4%)                  | 457 (86,1%)                         |                                     |
| Democratico                         | Adlai Stevenson                           | 26 028 028 (42,0%)                  | 73 (13,7%)                          |                                     |
| Altri                               | Altri                                     | 405 930 (0,6%)                      | 1 (0,2%)                            |                                     |

| 44ᵉ Elezioni presidenziali del 1960 | 44ᵉ Elezioni presidenziali del 1960 | 44ᵉ Elezioni presidenziali del 1960 | 44ᵉ Elezioni presidenziali del 1960 | 44ᵉ Elezioni presidenziali del 1960 |
| Partito                             | Candidato presidente                | Voti (%)                            | Grandi elettori (%)                 |                                     |
| ----------------------------------- | ----------------------------------- | ----------------------------------- | ----------------------------------- | ----------------------------------- |
| Democratico                         | John Fitzgerald Kennedy             | 34 220 984 (49,7%)                  | 303 (56,4%)                         |                                     |
| Repubblicano                        | Richard Nixon                       | 34 108 157 (49,6%)                  | 219 (40,8%)                         |                                     |
| Democratico                         | Harry Flood Byrd                    | -                                   | 15 (2,8%)                           |                                     |

| 45ᵉ Elezioni presidenziali del 1964 | 45ᵉ Elezioni presidenziali del 1964    | 45ᵉ Elezioni presidenziali del 1964 | 45ᵉ Elezioni presidenziali del 1964 | 45ᵉ Elezioni presidenziali del 1964 |
| Partito                             | Candidato presidente                   | Voti (%)                            | Grandi elettori (%)                 |                                     |
| ----------------------------------- | -------------------------------------- | ----------------------------------- | ----------------------------------- | ----------------------------------- |
| Democratico                         | Lyndon B. Johnson (Presidente uscente) | 43 127 041 (61,0%)                  | 486 (90,3%)                         |                                     |
| Repubblicano                        | Barry Goldwater                        | 27 175 754 (38,5%)                  | 52 (9,7%)                           |                                     |

| 46ᵉ Elezioni presidenziali del 1968 | 46ᵉ Elezioni presidenziali del 1968 | 46ᵉ Elezioni presidenziali del 1968 | 46ᵉ Elezioni presidenziali del 1968 | 46ᵉ Elezioni presidenziali del 1968 |
| Partito                             | Candidato presidente                | Voti (%)                            | Grandi elettori (%)                 |                                     |
| ----------------------------------- | ----------------------------------- | ----------------------------------- | ----------------------------------- | ----------------------------------- |
| Repubblicano                        | Richard Nixon                       | 31 783 783 (43,4%)                  | 301 (55,9%)                         |                                     |
| Democratico                         | Hubert Humphrey                     | 31 271 839 (42,7%)                  | 191 (35,5%)                         |                                     |
| Indipendente Americano              | George Wallace                      | 9 901 118 (13,5%)                   | 46 (8,6%)                           |                                     |

| 47ᵉ Elezioni presidenziali del 1972 | 47ᵉ Elezioni presidenziali del 1972 | 47ᵉ Elezioni presidenziali del 1972 | 47ᵉ Elezioni presidenziali del 1972 | 47ᵉ Elezioni presidenziali del 1972 |
| Partito                             | Candidato presidente                | Voti (%)                            | Grandi elettori (%)                 |                                     |
| ----------------------------------- | ----------------------------------- | ----------------------------------- | ----------------------------------- | ----------------------------------- |
| Repubblicano                        | Richard Nixon (Presidente uscente)  | 47 168 710 (60,7%)                  | 520 (96,7%)                         |                                     |
| Democratico                         | George McGovern                     | 29 173 222 (37,5%)                  | 17 (3,2%)                           |                                     |
| Libertario                          | John Hospers                        | 3 674 (<0,0%)                       | 1 (0,1%)                            |                                     |

| 48ᵉ Elezioni presidenziali del 1976 | 48ᵉ Elezioni presidenziali del 1976 | 48ᵉ Elezioni presidenziali del 1976 | 48ᵉ Elezioni presidenziali del 1976 | 48ᵉ Elezioni presidenziali del 1976 |
| Partito                             | Candidato presidente                | Voti (%)                            | Grandi elettori (%)                 |                                     |
| ----------------------------------- | ----------------------------------- | ----------------------------------- | ----------------------------------- | ----------------------------------- |
| Democratico                         | Jimmy Carter                        | 40 831 881 (50,1%)                  | 297 (55,2%)                         |                                     |
| Repubblicano                        | Gerald Ford (Presidente uscente)    | 39 148 634 (48,0%)                  | 240 (44,6%)                         |                                     |
| Altri                               | Altri                               | 1 551 098 (1,9%)                    | 1 (0,2%)                            |                                     |

| 49ᵉ Elezioni presidenziali del 1980 | 49ᵉ Elezioni presidenziali del 1980 | 49ᵉ Elezioni presidenziali del 1980 | 49ᵉ Elezioni presidenziali del 1980 | 49ᵉ Elezioni presidenziali del 1980 |
| Partito                             | Candidato presidente                | Voti (%)                            | Grandi elettori (%)                 |                                     |
| ----------------------------------- | ----------------------------------- | ----------------------------------- | ----------------------------------- | ----------------------------------- |
| Repubblicano                        | Ronald Reagan                       | 43 903 230 (50,7%)                  | 489 (90,9%)                         |                                     |
| Democratico                         | Jimmy Carter (Presidente uscente)   | 35 480 115 (41,0%)                  | 49 (9,1%)                           |                                     |

| 50ᵉ Elezioni presidenziali del 1984 | 50ᵉ Elezioni presidenziali del 1984 | 50ᵉ Elezioni presidenziali del 1984 | 50ᵉ Elezioni presidenziali del 1984 | 50ᵉ Elezioni presidenziali del 1984 |
| Partito                             | Candidato presidente                | Voti (%)                            | Grandi elettori (%)                 |                                     |
| ----------------------------------- | ----------------------------------- | ----------------------------------- | ----------------------------------- | ----------------------------------- |
| Repubblicano                        | Ronald Reagan (Presidente uscente)  | 54 455 472 (58,8%)                  | 525 (97,6%)                         |                                     |
| Democratico                         | Walter Mondale                      | 37 577 352 (40,6%)                  | 13 (2,4%)                           |                                     |

| 51ᵉ Elezioni presidenziali del 1988 | 51ᵉ Elezioni presidenziali del 1988 | 51ᵉ Elezioni presidenziali del 1988 | 51ᵉ Elezioni presidenziali del 1988 | 51ᵉ Elezioni presidenziali del 1988 |
| Partito                             | Candidato presidente                | Voti (%)                            | Grandi elettori (%)                 |                                     |
| ----------------------------------- | ----------------------------------- | ----------------------------------- | ----------------------------------- | ----------------------------------- |
| Repubblicano                        | George H. W. Bush                   | 48 886 597 (53,4%)                  | 426 (79,2%)                         |                                     |
| Democratico                         | Michael Dukakis                     | 41 809 074 (45,6%)                  | 111 (20,6%)                         |                                     |
| Altri                               | Altri                               | 898 613 (1,0%)                      | 1 (0,2%)                            |                                     |

| 52ᵉ Elezioni presidenziali del 1992 | 52ᵉ Elezioni presidenziali del 1992    | 52ᵉ Elezioni presidenziali del 1992 | 52ᵉ Elezioni presidenziali del 1992 | 52ᵉ Elezioni presidenziali del 1992 |
| Partito                             | Candidato presidente                   | Voti (%)                            | Grandi elettori (%)                 |                                     |
| ----------------------------------- | -------------------------------------- | ----------------------------------- | ----------------------------------- | ----------------------------------- |
| Democratico                         | Bill Clinton                           | 44 909 889 (43,0%)                  | 370 (68,8%)                         |                                     |
| Repubblicano                        | George H. W. Bush (Presidente uscente) | 39 104 550 (37,5%)                  | 168 (31,2%)                         |                                     |
| Indipendente                        | Ross Perot                             | 19 743 821 (18,9%)                  | 0 (0,0%)                            |                                     |

| 53ᵉ Elezioni presidenziali del 1996 | 53ᵉ Elezioni presidenziali del 1996 | 53ᵉ Elezioni presidenziali del 1996 | 53ᵉ Elezioni presidenziali del 1996 | 53ᵉ Elezioni presidenziali del 1996 |
| Partito                             | Candidato presidente                | Voti (%)                            | Grandi elettori (%)                 |                                     |
| ----------------------------------- | ----------------------------------- | ----------------------------------- | ----------------------------------- | ----------------------------------- |
| Democratico                         | Bill Clinton (Presidente uscente)   | 47 401 185 (49,2%)                  | 379 (70,4%)                         |                                     |
| Repubblicano                        | Bob Dole                            | 39 197 469 (40,7%)                  | 159 (29,5%)                         |                                     |
| Partito della Riforma               | Ross Perot                          | 8 085 294 (8,4%)                    | 0 (0,0%)                            |                                     |

### Dal 2000
| 54ᵉ Elezioni presidenziali del 2000 | 54ᵉ Elezioni presidenziali del 2000 | 54ᵉ Elezioni presidenziali del 2000 | 54ᵉ Elezioni presidenziali del 2000 | 54ᵉ Elezioni presidenziali del 2000 |
| Partito                             | Candidato presidente                | Voti (%)                            | Grandi elettori (%)                 |                                     |
| ----------------------------------- | ----------------------------------- | ----------------------------------- | ----------------------------------- | ----------------------------------- |
| Repubblicano                        | George W. Bush                      | 50 456 002 (47,9%)                  | 271 (50,3%)                         |                                     |
| Democratico                         | Al Gore                             | 50 999 897 (48,4%)                  | 266 (49,4%)                         |                                     |

| 55ᵉ Elezioni presidenziali del 2004 | 55ᵉ Elezioni presidenziali del 2004 | 55ᵉ Elezioni presidenziali del 2004 | 55ᵉ Elezioni presidenziali del 2004 | 55ᵉ Elezioni presidenziali del 2004 |
| Partito                             | Candidato presidente                | Voti (%)                            | Grandi elettori (%)                 |                                     |
| ----------------------------------- | ----------------------------------- | ----------------------------------- | ----------------------------------- | ----------------------------------- |
| Repubblicano                        | George W. Bush (Presidente uscente) | 62 040 610 (50,7%)                  | 286 (53,2%)                         |                                     |
| Democratico                         | John Kerry                          | 59 028 444 (48,3%)                  | 251 (46,7%)                         |                                     |
| Altri                               | Altri                               | 1 221 576 (1,0%)                    | 1 (0,1%)                            |                                     |

| 56ᵉ Elezioni presidenziali del 2008 | 56ᵉ Elezioni presidenziali del 2008 | 56ᵉ Elezioni presidenziali del 2008 | 56ᵉ Elezioni presidenziali del 2008 | 56ᵉ Elezioni presidenziali del 2008 |
| Partito                             | Candidato presidente                | Voti (%)                            | Grandi elettori (%)                 |                                     |
| ----------------------------------- | ----------------------------------- | ----------------------------------- | ----------------------------------- | ----------------------------------- |
| Democratico                         | Barack Obama                        | 69 498 516 (52,9%)                  | 365 (67,8%)                         |                                     |
| Repubblicano                        | John McCain                         | 59 948 323 (45,7%)                  | 173 (32,2%)                         |                                     |

| 57ᵉ Elezioni presidenziali del 2012 | 57ᵉ Elezioni presidenziali del 2012 | 57ᵉ Elezioni presidenziali del 2012 | 57ᵉ Elezioni presidenziali del 2012 | 57ᵉ Elezioni presidenziali del 2012 |
| Partito                             | Candidato presidente                | Voti (%)                            | Grandi elettori (%)                 |                                     |
| ----------------------------------- | ----------------------------------- | ----------------------------------- | ----------------------------------- | ----------------------------------- |
| Democratico                         | Barack Obama (Presidente uscente)   | 65 915 795 (51,1%)                  | 332 (61,7%)                         |                                     |
| Repubblicano                        | Mitt Romney                         | 60 933 504 (47,2%)                  | 206 (38,3%)                         |                                     |

| 58ᵉ Elezioni presidenziali del 2016 | 58ᵉ Elezioni presidenziali del 2016 | 58ᵉ Elezioni presidenziali del 2016 | 58ᵉ Elezioni presidenziali del 2016 | 58ᵉ Elezioni presidenziali del 2016 |
| Partito                             | Candidato presidente                | Voti (%)                            | Grandi elettori (%)                 |                                     |
| ----------------------------------- | ----------------------------------- | ----------------------------------- | ----------------------------------- | ----------------------------------- |
| Repubblicano                        | Donald Trump                        | 62 984 828 (46,1%)                  | 304 (56,5%)                         |                                     |
| Democratico                         | Hillary Clinton                     | 65 853 514 (48,2%)                  | 227 (42,2%)                         |                                     |
| Altri                               | Altri                               | 7 830 934 (5,7%)                    | 7 (1,3%)                            |                                     |

| 59ᵉ Elezioni presidenziali del 2020 | 59ᵉ Elezioni presidenziali del 2020 | 59ᵉ Elezioni presidenziali del 2020 | 59ᵉ Elezioni presidenziali del 2020 | 59ᵉ Elezioni presidenziali del 2020 |
| Partito                             | Candidato presidente                | Voti (%)                            | Grandi elettori (%)                 |                                     |
| ----------------------------------- | ----------------------------------- | ----------------------------------- | ----------------------------------- | ----------------------------------- |
| Democratico                         | Joe Biden                           | 81 283 501 (51,3%)                  | 306 (56,9%)                         |                                     |
| Repubblicano                        | Donald Trump (Presidente uscente)   | 76 223 975 (46,8%)                  | 232 (43,1%)                         |                                     |

| 60ᵉ Elezioni presidenziali del 2024 | 60ᵉ Elezioni presidenziali del 2024 | 60ᵉ Elezioni presidenziali del 2024 | 60ᵉ Elezioni presidenziali del 2024 | 60ᵉ Elezioni presidenziali del 2024 |
| Partito                             | Candidato presidente                | Voti (%)                            | Grandi elettori (%)                 |                                     |
| ----------------------------------- | ----------------------------------- | ----------------------------------- | ----------------------------------- | ----------------------------------- |
| Repubblicano                        | Donald Trump                        | 77 237 942 (49,9%)                  | 312 (57,9%)                         |                                     |
| Democratico                         | Kamala Harris                       | 74 946 837 (48,4%)                  | 226 (42,1%)                         |                                     |